# Alte Burschenschaft
Die Alte Burschenschaft war ein von November 1934 bis Oktober 1935 bestehender Korporationsverband von Burschenschaften, die zuvor der Deutschen Burschenschaft (DB) angehört hatten.
1934 waren die Burschenschaften Frankonia Bonn, Alemannia Bonn und Bubenruthia Erlangen aus der DB ausgeschlossen worden, da sie sich weigerten, jüdische Alte Herren gemäß Arierbestimmung aus ihren Reihen auszuschließen. Weitere Burschenschaften traten in der Folge aus der DB aus. Sie wehrten sich mit ihrem Austritt gegen die zunehmende Gleichschaltung der DB und den zunehmenden Einfluss des Nationalsozialismus auf den Verband. Eine lose Arbeitsgemeinschaft verschiedener Kartelle gründete am 6. November 1934 in Berlin den Altburschenschaftlichen Ring, der sich im Mai 1935 in Alte Burschenschaft umbenannte. Der Verband löste sich am 16. Oktober 1935 unter zunehmendem Druck und persönlichen Drohungen auf und hatte zuletzt 33 Mitgliedsbünde.

## Hintergrund und Entwicklung bis 1934
Die Entstehung der Alten Burschenschaft ist nicht ohne die Entwicklung des studentischen Korporationsverbandes Deutsche Burschenschaft (DB) verständlich. Im Zuge der Nachkriegszeit hatte sich dieser immer stärker politisiert und verschiedene Beschlüsse gefasst, die weit über die Hochschulpolitik hinausgingen. Der Burschentag 1920 untersagte z. B. die Neuaufnahme von Juden in den Verband, 1929 wurde der Beitritt zum „Reichsausschuß für das Volksbegehren gegen den Young-Plan“ beschlossen. 
Die zunehmende Radikalisierung des politischen Lebens spiegelte sich also auch in der Deutschen Burschenschaft wider und setzte sie zahlreichen inneren Spannungen aus. 1931 folgte dann auch ein Beschluss, der für politische Erklärungen eine Zweidrittelmehrheit auf dem Burschentag vorsah. 
Im September 1932 brach zwischen der Deutschen Burschenschaft und dem 1926 gegründeten Nationalsozialistischen Deutschen Studentenbund (NSDStB) der offene Streit aus, nachdem man zuvor partiell zusammengearbeitet hatte. Zusammen mit anderen Dachverbänden versuchte die DB den wachsenden Einfluss des NSDStB durch Bildung der Hopoag (Hochschulpolitische Arbeitsgemeinschaft studentischer Verbände) einzudämmen, jedoch ohne größeren Erfolg. Im April 1933 wurde die Hopoag aufgelöst.
Die sogenannte Machtergreifung wurde zunächst von einigen Idealisten in der Deutschen Burschenschaft begrüßt. Viele Burschenschafter waren auch Mitglied in der NSDAP und glaubten, dass nun bessere Zeiten für die Burschenschaft anbrächen. Jedoch sah man sich in diesen Hoffnungen bald getäuscht. Unter dem Druck der Nationalsozialisten führte die DB das Führerprinzip ein und entmachtete damit den traditionellen Burschentag. Der sogenannte „Feickert-Plan“ sah schließlich die Umwandlung der Verbindungen in Wohnkameradschaften vor mit begrenzter Dauer der Mitgliedschaft. Dadurch war die Lebensgrundlage zahlreicher Korporationen und die Zusammengehörigkeit von Jung und Alt im Lebensbund unmittelbar bedroht, sodass die Opposition wuchs.

## Ziele der Alten Burschenschaft
Vor diesem Hintergrund bildete sich die Alte Burschenschaft und formulierte im Dezember 1934 die folgenden Ziele:
- Keine Vermassung der DB durch Beitritt zahlreicher nichtburschenschaftlicher Studentenverbindungen. Eine Forderung, die sich unter anderem gegen die Zusammenlegung mit Burschenschaften anderer Verbände wandte.
- Kein Einheitscouleur mit gleicher Mütze und gleichen Farben, wie sie die Pläne der Nationalsozialisten vorsahen.
- Widerstand gegen die Trennung von Altherrenverbänden und Jungburschenschaften. Als „Keil zwischen jung und alt“ wurde vor allem die Auflösung des Lebensbundes gesehen.
- Die Forderung nach der Wahrung der Rechte und der Eigenständigkeit der Einzelburschenschaften wandte sich gegen das Führerprinzip.
- Opposition gegen den Ausschluss der Burschenschaften Frankonia Bonn, Alemannia Bonn und Bubenruthia Erlangen, die sich weigerten, jüdische Alte Herren gemäß Arierbestimmung aus ihren Reihen auszuschließen.

Die Alte Burschenschaft formulierte mit diesen Zielen also im Prinzip den Versuch, die Gleichschaltung der Burschenschaften zu verhindern oder rückgängig zu machen. Dem im Laufe des Jahres 1935 dann aber wachsenden Druck unter dem neuen Führer der Deutschen Burschenschaft und Mitglied im NSDStB Hans Glauning (Marburger Burschenschaft Germania) konnte auch die Alte Burschenschaft unter Karl Hoppmann (Alte Straßburger Burschenschaft Germania) wenig entgegensetzen, zumal nur eine Minderheit von 35 Burschenschaften im Mai 1935 in der Alten Burschenschaft organisiert war, bei mehr als 150 Burschenschaften in der Deutschen Burschenschaft. 
Glauning äußerte sich über Hoppmann und die Alte Burschenschaft im März 1935:

„Die […] ausgetretenen Verbindungen werden von Herrn Dr. Hoppmann geführt, der auf Grund seiner politischen Haltung in der Vergangenheit und in der Gegenwart als ausgesprochen reaktionärer und Feind des Nationalsozialismus angesprochen werden muß.“

„Alle […] aus der Deutschen Burschenschaft ausgetretenen Burschenschaften […] sind solche, die schon in der
Vergangenheit jeglicher nationalsozialistischer Durchsetzung der Burschenschaft den stärksten Widerstand entgegengesetzt haben.“

Das vorläufige Ende des traditionellen Verbindungswesens in Deutschland markierte schließlich das Verbot der Mitgliedschaft in einer Korporation durch Rudolf Heß.

## Mitglieder
Zuletzt waren folgende 33 Burschenschaften Mitglieder der Alten Burschenschaft.
Berlin
Burschenschaft Germania Berlin
Burschenschaft Obotritia Berlin
Burschenschaft Saravia Berlin
Bonn
Bonner Burschenschaft Frankonia
Burschenschaft Alemannia Bonn
Erlangen
Burschenschaft der Bubenreuther
Burschenschaft Germania Erlangen
Frankfurt a. M.
Alte Straßburger Burschenschaft Germania zu Frankfurt
Freiburg
Freiburger Burschenschaft Alemannia
Burschenschaft Franconia Freiburg
Gießen
Burschenschaft Alemannia Gießen
Göttingen
Burschenschaft Brunsviga
Burschenschaft Frisia Göttingen
Burschenschaft Alemannia Göttingen
Greifswald
Greifswalder Burschenschaft Rugia
Hann. Münden
Burschenschaft Saxonia Hann. Münden
Halle (Saale)
Burschenschaft Germania Halle
Burschenschaft der Pflüger
Heidelberg
Burschenschaft Allemannia Heidelberg
Jena
Burschenschaft Teutonia Jena
Kiel
Burschenschaft Teutonia zu Kiel
Königsberg
Burschenschaft Alemannia Königsberg
Burschenschaft Germania Königsberg
Burschenschaft Gothia Königsberg
Burschenschaft Teutonia Königsberg
Leipzig
Leipziger Burschenschaft Dresdensia
Burschenschaft Normannia Leipzig
Marburg
Burschenschaft Alemannia Marburg
Burschenschaft Arminia Marburg
Münster
Burschenschaft Alemannia Münster
Rostock
Burschenschaft Obotritia Rostock
Tübingen
Burschenschaft Germania Tübingen
Tübinger Burschenschaft Roigel